# Чемпіонат світу з хокею з м'ячем серед юнаків до 17 років (2017)
Чемпіонат світу з хокею з м'ячем серед юнаків до 17 років — 42-й розіграш чемпіонату світу з хокею з м'ячем серед юнаків до 17 рокі. Чемпіонат проходив у фінському місті Варкаус, з 2 по 4 лютого 2017 року.

## Ігри

### I етап (Круговий турнір)
| Група А. 2 лютого 2017 року | Група А. 2 лютого 2017 року | Група А. 2 лютого 2017 року | Група А. 2 лютого 2017 року | Група А. 2 лютого 2017 року | Група А. 2 лютого 2017 року | Група А. 2 лютого 2017 року | Група А. 2 лютого 2017 року | Група А. 2 лютого 2017 року | Група А. 2 лютого 2017 року | Група А. 2 лютого 2017 року |
| М                           | Команда                     | І                           | В                           | Н                           | П                           | ЗШ                          | ПШ                          | +/-                         | О                           |                             |
| --------------------------- | --------------------------- | --------------------------- | --------------------------- | --------------------------- | --------------------------- | --------------------------- | --------------------------- | --------------------------- | --------------------------- | --------------------------- |
| 1.                          | Росія                       | 2                           | 2                           | 0                           | 0                           | 29                          | 1                           | 28                          | 4                           |                             |
| 2.                          | Фінляндія                   | 2                           | 1                           | 0                           | 1                           | 23                          | 7                           | 16                          | 2                           |                             |
| 3.                          | Естонія                     | 2                           | 0                           | 0                           | 2                           | 2                           | 46                          | -44                         | 0                           |                             |

| Група Б. 2 лютого 2017 року | Група Б. 2 лютого 2017 року | Група Б. 2 лютого 2017 року | Група Б. 2 лютого 2017 року | Група Б. 2 лютого 2017 року | Група Б. 2 лютого 2017 року | Група Б. 2 лютого 2017 року | Група Б. 2 лютого 2017 року | Група Б. 2 лютого 2017 року | Група Б. 2 лютого 2017 року | Група Б. 2 лютого 2017 року |
| М                           | Команда                     | І                           | В                           | Н                           | П                           | ЗШ                          | ПШ                          | +/-                         | О                           |                             |
| --------------------------- | --------------------------- | --------------------------- | --------------------------- | --------------------------- | --------------------------- | --------------------------- | --------------------------- | --------------------------- | --------------------------- | --------------------------- |
| 1.                          | Швеція                      | 2                           | 2                           | 0                           | 0                           | 27                          | 2                           | 25                          | 4                           |                             |
| 2.                          | Норвегія                    | 2                           | 1                           | 0                           | 1                           | 7                           | 10                          | -3                          | 2                           |                             |
| 3.                          | Україна                     | 2                           | 0                           | 0                           | 2                           | 1                           | 23                          | -22                         | 0                           |                             |

### II етап
У таблиці II етапу «За 1-4 місця» враховані результати матчів кругового турніру: Швеції — Норвегії 9:2 та Фінляндії — Росії 1:5
| За 1-4 місця. 3 лютого 2017 року | За 1-4 місця. 3 лютого 2017 року | За 1-4 місця. 3 лютого 2017 року | За 1-4 місця. 3 лютого 2017 року | За 1-4 місця. 3 лютого 2017 року | За 1-4 місця. 3 лютого 2017 року | За 1-4 місця. 3 лютого 2017 року | За 1-4 місця. 3 лютого 2017 року | За 1-4 місця. 3 лютого 2017 року | За 1-4 місця. 3 лютого 2017 року | За 1-4 місця. 3 лютого 2017 року |
| М                                | Команда                          | І                                | В                                | Н                                | П                                | ЗШ                               | ПШ                               | +/-                              | О                                |                                  |
| -------------------------------- | -------------------------------- | -------------------------------- | -------------------------------- | -------------------------------- | -------------------------------- | -------------------------------- | -------------------------------- | -------------------------------- | -------------------------------- | -------------------------------- |
| 1.                               | Росія                            | 3                                | 3                                | 0                                | 0                                | 22                               | 3                                | 19                               | 6                                |                                  |
| 2.                               | Швеція                           | 3                                | 2                                | 0                                | 1                                | 18                               | 13                               | 5                                | 4                                |                                  |
| 3.                               | Фінляндія                        | 3                                | 1                                | 0                                | 2                                | 11                               | 13                               | -2                               | 2                                |                                  |
| 4.                               | Норвегія                         | 3                                | 0                                | 0                                | 3                                | 3                                | 25                               | -22                              | 0                                |                                  |

| За 5-6 місця. 3-4 лютого 2017 року | За 5-6 місця. 3-4 лютого 2017 року | За 5-6 місця. 3-4 лютого 2017 року | За 5-6 місця. 3-4 лютого 2017 року | За 5-6 місця. 3-4 лютого 2017 року | За 5-6 місця. 3-4 лютого 2017 року | За 5-6 місця. 3-4 лютого 2017 року | За 5-6 місця. 3-4 лютого 2017 року | За 5-6 місця. 3-4 лютого 2017 року | За 5-6 місця. 3-4 лютого 2017 року | За 5-6 місця. 3-4 лютого 2017 року | За 5-6 місця. 3-4 лютого 2017 року | За 5-6 місця. 3-4 лютого 2017 року |
| М                                  | Команда                            | І                                  | В                                  | Н                                  | П                                  | ЗШ                                 | ПШ                                 | +/-                                | О                                  | Естонія                            | Україна                            |                                    |
| ---------------------------------- | ---------------------------------- | ---------------------------------- | ---------------------------------- | ---------------------------------- | ---------------------------------- | ---------------------------------- | ---------------------------------- | ---------------------------------- | ---------------------------------- | ---------------------------------- | ---------------------------------- | ---------------------------------- |
| 3.                                 | Естонія                            | 2                                  | 1                                  | 0                                  | 1                                  | 8                                  | 7                                  | 1                                  | 2                                  |                                    | 7:4                                |                                    |
| 2.                                 | Україна                            | 2                                  | 1                                  | 0                                  | 1                                  | 7                                  | 8                                  | -1                                 | 2                                  | 3:1                                |                                    |                                    |

Матч за 3-4 місця, 4 лютого 2017 року
 Фінляндія —  Норвегія 7:3
Матч за 1-2 місця, 4 лютого 2017 року
 Росія —  Швеція 9:5

## Склад збірної України
| Воротар | Воротар     | Воротар | Воротар | Воротар         | Воротар              |                  |
| №       | Гравець     | Зріст   | Вага    | Дата народження | Команда              | Місце народження |
| ------- | ----------- | ------- | ------- | --------------- | -------------------- | ---------------- |
| 1       | Іван Мурзін | 177 см  | 61 кг   | 6 травня 2000   | «Водник» Архангельск | Плесецьк, Росія  |

| Захисники | Захисники        | Захисники | Захисники | Захисники       | Захисники                |                     |
| №         | Гравець          | Зріст     | Вага      | Дата народження | Команда                  | Місце народження    |
| --------- | ---------------- | --------- | --------- | --------------- | ------------------------ | ------------------- |
| 2         | Богдан Сухаров   | 175 см    | 72 кг     | 14 квітня 2000  | «Саксагань» Кривий Ріг   | Кривий Ріг, Україна |
| 3         | Матвій Хотяїнцев |           |           | 26 вересня 2000 | «Unik BK» Уппсала        | Уппсала, Швеція     |
| 6         | Антон Олида      | 160 см    | 53 кг     | 8 серпня 2002   | «Спарта» Луцьк           | Луцьк, Україна      |
| 8         | Аркадій Нагога   | 171 см    | 60 кг     | 1 грудня 2000   | «Дніпро» Дніпропетровськ | Харків, Україна     |

| Півзахисники | Півзахисники     | Півзахисники | Півзахисники | Півзахисники    | Півзахисники             |                          |
| №            | Гравець          | Зріст        | Вага         | Дата народження | Команда                  | Місце народження         |
| ------------ | ---------------- | ------------ | ------------ | --------------- | ------------------------ | ------------------------ |
| 4            | Кирило Цимиренко | 165 см       | 56 кг        | 19 березня 2001 | «Дніпро» Дніпропетровськ | Дніпропетровськ, Україна |
| 5            | Антон Ряполов    | 176 см       | 73 кг        | 29 липня 2000   | «Дніпро» Дніпропетровськ | Херсон, Україна          |
| 7            | Гліб Дорофєєв    | 170 см       | 63 кг        | 14 березня 2000 | «Водник» Архангельск     | Плесецьк, Росія          |
| 10           | Єгор Деменченко  | 178 см       | 67 кг        | 8 січня 2000    | «Водник» Архангельск     | Плесецьк, Росія          |
| 21           | Іван Шведченко   | 184 см       | 76 кг        | 7 липня 2000    | «Дніпро» Дніпропетровськ | Дніпропетровськ, Україна |

| Нападники | Нападники          | Нападники | Нападники | Нападники       | Нападники                |                          |
| №         | Гравець            | Зріст     | Вага      | Дата народження | Команда                  | Місце народження         |
| --------- | ------------------ | --------- | --------- | --------------- | ------------------------ | ------------------------ |
| 16        | Михайло Скалицький | 173 см    | 67 кг     | 3 березня 2000  | «Дніпро» Дніпропетровськ | Дніпропетровськ, Україна |

Тренерський штаб
- Головний тренер:  Андрій Марковиченко
- Тренер: Олександр Мітленко